# Kongpo
Kongpo is een regio in het huidige arrondissement Kongpo Gyada in de prefectuur Nyingtri, ten zuidoosten van Lhasa in de Tibetaanse Autonome Regio. Kongpo ligt aan de rivier Yarlung Tsangpo in het gebied van de rivier Nyang (Chinees: 尼洋曲, ook Nyangqu River), een noordelijke zijrivier van de Yarlung Tsangpo.
Kongpo wordt in de Blauwe annalen beschreven als een plaats waar veel Tibetanen heen willen gaan voor ontvangen van Tibetaans boeddhistische leer. Er waren veel boeddhistische kloosters gevestigd en is onder andere de plaats van vijfde pänchen lama. Kongpo was ook af en toe de verblijfplaats van de derde karmapa Rangjung Dorje.
Kongpo wordt vaak in samenhang met de provincie U genoemd, gezien ze aan elkaar vastliggen en reizigers door deze regio heen moeten trekken om in U te komen.